# 山本健兒
山本 健兒（やまもと けんじ、1952年 - ）は、日本の経済地理学者。九州大学経済学研究院特任研究者、名誉教授。専門分野は、産業配置論、経済地理、社会地理。名は「健児」と表記されることもある。

## 経歴
新潟県生まれ。新潟県立長岡高等学校を経て1974年、一橋大学社会学部卒業。1980年、東京大学大学院理学系研究科博士課程退学。この間、1977年から1979年にかけて、ドイツ学術交流会 (DAAD) 奨学生としてミュンヘン工科大学に学ぶ。
高知大学人文学部を経て、法政大学経済学部の教員となり、経済地理などを担当。
1988年から1990年にかけて、アレクサンダー・フォン・フンボルト財団研究員として、ミュンヘン工科大学で研究に従事する。
1993年、「現代ドイツにおける企業の立地行動」により東京大学から博士（理学） を取得。
2000年度フィリップ・フランツ・フォン・ジーボルト賞受賞。
2006年、九州大学大学院経済学研究院教授。2011年から2013年にかけて、九州大学経済学研究院院長（経済学部長、経済学府長）を務めた。
2012年から、経済地理学会会長。
2017年に九州大学を定年退職し、帝京大学経済学部地域経済学科教授に転じ、2022年まで在籍した。また、2022年には、九州大学経済学研究院特任研究者となった。

## 研究への評価と批判
おもにドイツにおけるフィールドワークに基づいた産業立地や、労働力需給分析、産業と連動した都市形成などの実証的研究の業績を積み上げており、研究費獲得状況や受賞歴が示すように研究は概ね高く評価されている。しかし、1997年には、ドイツにおけるトルコ系労働者をめぐって内藤正典が山本の論文を批判した。また、山本は、経済地理学会の運営にも様々な形で長く関わっているが、学会運営をめぐる対立も絡み、水岡不二雄から厳しく批判されている。

## おもな著書

### 単著
- 現代ドイツの地域経済 : 企業の立地行動との関連、法政大学出版局、1993年
- 経済地理学入門、大明堂、1994年
  - 経済地理学入門 新版、原書房、2005年
- 国際労働力移動の空間 : ドイツに定住する外国人労働者、古今書院、1995年
- 産業集積の経済地理学、法政大学出版局、2005年
- 「隠れたチャンピオン」を輩出する地域: 欧州における小規模農村的地域の事例、古今書院、2024年
- ドイツ経済の地域構造：その変動の諸要因と変わらざる特質、原書房、2025年

### 共編著
- （伊東維年、柳井雅也との共編著）グローバルプレッシャー下の日本の産業集積、日本経済評論社、2014年